# Erica (Victoria)
Erica ist eine Kleinstadt im australischen Bundesstaat Victoria an der Straße nach Rawson im Baw Baw Shire. 
Die Gegend war Anfang des 20. Jahrhunderts allgemein als Upper Moondarra bekannt. Die Siedlung Erica wuchs nach dem Bau der Eisenbahnlinie von Moe nach Walhalla, die dieses Gebiet durchzog. An der Stelle des heutigen Erica wurde 1910 ein Bahnhof mit dem Namen Harris eröffnet, aber bereits 1914 nach einem Berg in der Nähe in Erica umgetauft. Am 14. Juli 1910 wurde das erste Postamt unter dem Namen Upper Moondarra eröffnet und 1914 ebenfalls in Erica umbenannt.
Die Siedlung Erica lebte hauptsächlich von Wald- und Landwirtschaft und wurde nach dem Niedergang von Walhalla in den 1920er-Jahren zur größten Stadt an der Eisenbahnlinie Moe – Walhalla. 1944 wurde die Strecke Erica – Walhalla geschlossen, nur gelegentliche Gütertransporte zum Bahnhof Platina fanden noch statt. 1954 schloss auch die Linie nach Moe.
Heute hat Erica immer noch Verbindungen mit der Holzindustrie und der Verarbeitung landwirtschaftlicher Güter. Darüber hinaus dient die Stadt als Zwischenstation für Touristen, die die Thomson-Talsperre, die Walhalla Goldfields Railway, den Mount Baw Baw oder den Mount Saint Gwinear besuchen wollen.
Bei der Volkszählung 2016 wurden in Erica und seiner Umgebung mit 191 Einwohnern festgestellt. Die neuere Stadt Rawson liegt ca. 5 km nördlich.